# Окада, Кадзутика
Кадзути́ка Ока́да яп. 岡田 和睦, род. 8 ноября 1987, Андзё, Айти) — японский рестлер, в настоящее время выступающий в All Elite Wrestling (AEW).
Окада известен 18-летней карьерой в New Japan Pro-Wrestling (NJPW), где является пятикратным чемпионом IWGP в тяжёлом весе. Четвёртое чемпионство Окады является самым продолжительным в истории — 720 дней; ему также принадлежит рекорд по количеству успешных защит титула — двенадцать.
Первоначально Окада тренировался у Ультимо Драгона и дебютировал в августе 2004 года. Первые годы в рестлинге Окада провел в Мексике, а затем вернулся в Японию и в середине 2007 года перешел в промоушен NJPW. Первоначально Окада работал в полутяжелом весе, но в апреле 2008 года перешел в тяжелый вес, но его успехи были невелики. В феврале 2010 года NJPW отправила Окаду на учебную экскурсию в американский промоушен Total Nonstop Action Wrestling (TNA), где он провел следующие двадцать месяцев, выступая в основном во второстепенной телевизионной программе промоушена — Xplosion. С января по март 2011 года он выступал под именем Окато в основной телевизионной программе TNA Impact! в качестве помощника Самоа Джо в его соперничестве с Д’Анджело Динеро.
Карьера Окады в TNA закончилась в октябре 2011 года, и он вернулся в NJPW в январе 2012 года в образе «рейнмейкера», с новой внешностью и злодейской личиной. Всего месяц спустя Окада победил Хироси Танахаси и завоевал главный титул NJPW — чемпиона IWGP в тяжелом весе, который он удерживал в течение четырёх месяцев, после чего проиграл его Танахаси. В августе следующего года Окада выиграл главный турнир NJPW — G1 Climax. В конце года журнал Tokyo Sports назвал Окаду MVP 2012 года во всем японском рестлинге. В следующем году Окада сначала выиграл New Japan Cup в марте, а затем в апреле отвоевал у Танахаси титул чемпиона IWGP в тяжелом весе. После тринадцатимесячного чемпионство Окада потерял титул в мае 2014 года. Три месяца спустя он выиграл свой второй G1 Climax. После этого Окада ещё трижды выигрывал чемпионство IWGP в тяжелом весе и шесть раз становился хедлайнером крупнейшего ежегодного события NJPW — шоу Wrestle Kingdom 4 января (2013, 2015, 2016, 2017, 2018 и 2020).
Считающийся одним из величайших рестлеров всех времен, Окада стал первым японским борцом, возглавившим список 500 лучших рестлеров мира по версии Pro Wrestling Illustrated в 2017 году. Его матчи против Кенни Омеги на Wrestle Kingdom 11, Dominion 6.11 в Osaka-jo Hall, G1 Climax 2017 и Dominion 6.9 в Osaka-jo Hall получили от Дэйва Мельтцера из Wrestling Observer Newsletter 6, 6 1⁄4, 6 и 7 звезд соответственно. Последняя оценка является самой высокой из всех, которые когда-либо присуждал Мельтцер.

## Ранняя жизнь
Окада родился 8 ноября 1987 года в Андзё, Айти. В детстве он жил и посещал начальную школу в Андзё. Однако, прежде чем закончить начальную школу, Окада был очарован природой родного города своей матери на островах Гото в префектуре Нагасаки и решил завершить оставшуюся часть своего начального образования в специальной школе-интернате там. После окончания школы он вернулся в Андзё.
В средней школе Окада присоединился к школьной команде по бейсболу и легкой атлетике. Хотя он не являлся выдающимся бейсболистом, Окада смог завоевать первое место в региональном соревновании по бегу на 100 метров. Его репутация как спринтера была достаточно хороша, чтобы скауты средней школы обратили на него внимание. Он впервые познакомился с профессиональным рестлингом, когда один из его старших братьев взял у своего друга видеоигру New Japan Pro-Wrestling (NJPW).

## Карьера в рестлинге

### Начало карьеры (2004—2007)
После обучения с Ультимо Драгоном, в его школе профессионального рестлинга в Торьюмоне, Окада дебютировал 29 августа 2004 года в поединке против Негро Наварро и следующие пару лет провел, занимаясь рестлингом в основном в Мексике. В декабре 2005 года Окада выиграл «Кубок молодых драконов 2005». Окада также выступал в Соединённых Штатах и Канаде, в таких промоушенах, как UWA Hardcore Wrestling и Чикара.
27 октября 2006 года Окада принял участие в турнире UWA Hardcore Wrestling 2006, но проиграл в первом раунде Пуме (Ти Джей Перкинс). На следующий день Окада и Ултимо Драгон безуспешно бросили вызов Алексу Шелли и Крису Сэйбину за титулы командных чемпионов NWA в легком весе. 12 ноября 2006 года Окада дебютировал в Чикара, победив Осириса.
Во время своего пребывания в UWA Hardcore Wrestling Окада также безуспешно бросил вызов Джошу Запрету за титул чемпиона Канады UWA 26 мая 2007 года. 22 июля 2007 года Окада принял участие в 20-летнем юбилейном шоу Ултимо Драгона, где он провел командный матч из шести человек вместе с рестлерами NJPW Дзюсин Тангер Лайгером и Милано Коллекшен Эй Ти. После матча было объявлено, что Окада присоединяется к NJPW.

### New Japan Pro-Wrestling (2007—2010)
Присоединившись к NJPW, Окада прошел дальнейшее обучение. 26 августа 2007 года он провел преддебютный матч проиграв Тецуе Найто. Серьёзная травма вывела Окаду из строя на следующие восемь месяцев, по возвращении в апреле 2008 года он был бы заявлен как супертяжеловес, а не как легковес, и провел свой официальный дебютный матч 12 апреля 2008 года против Тайчи Исикари. Карьера Окады пошла вверх во время противостояния промоушенов NJPW и Pro Wrestling Noah, в это время Окада провел матчи против как Такаси Сугиура и Го Cиодзаки. Он также провел матчи против таких рестлеров как Синсукэ Накамура, Хироки Гото и Тадзири. Несмотря на проигрыш всех своих крупных матчей Окада становился любимцем публики. В январе 2010 года NJPW объявили, что Окада отправится в Total Nonstop Action Wrestling (TNA), чтобы он стал рестлером, которым, по мнению NJPW, он мог бы стать. Президент NJPW Наоки Сугабаяси предсказал, что тур может занять до двух-трех лет. 31 января 2010 года, Окада потерпел поражение от бывшего четырёхкратного чемпиона IWGP в супертяжелом весе Хироси Танахаси в своем прощальном матче в NJPW.

### Total Nonstop Action Wrestling (2010—2011)
Окада дебютировал в TNA 16 февраля 2010 года на записи Impact!, проиграв Алексу Шелли в матче без записи. 9 марта Окада потерпел поражение от Джея Летала в другом матче без записи. 20 марта Окада дебютировал в Jersey All Pro Wrestling (JAPW) на Wild Card VI, где он потерпел поражение от другого рестлера TNA Самоа Джо. 23 марта Окада потерпел поражение от Кристофера Дэниэлса. 6 апреля Окада, используя свою фамилию, участвовал в своем первом телевизионном матче TNA, когда он и Хомисайд потерпели поражение от команды Generation Me (Янг Бакс) в командном матче. 4 мая Окада и Хомисайд потерпели поражение в другом командном матче от Ink Inc. (Джесси Нил и Шеннон Мур). 17 мая чемпион X дивизиона Дуглас Уильямс победил Окаду в нетитульном матче на Xplosion. 15 июля Окада впервые появился на Impact!, выбежав на ринг в попытке помешать бывшим рестлерам ECW захватить шоу. На записи 9 августа Окада одержал свою первую победу в TNA, победив Кида Кэша в матче без записи. На Xplosion 8 октября Окада сформировал команду с соотечественником Киеси, но затем они оба потерпели поражение в своем первом совместном матче против команды Ink Inc. На Xplosion 26 ноября Окада потерпел поражение от Роба Терри. 17 декабря на Xplosion Окада потерпел поражение от Стиви Ричардса. Окада и Киёси провели матч-реванш с Ink Inc. на записи Xplosion 7 декабря, но в очередной раз потерпели поражение.
20 января 2011 года Окада стал любимцем фанатов, когда он во второй раз появился в Impact!, когда его показали как оператора, которого Самоа Джо нанял следить за Д’Анджело Динеро, чтобы разоблачить его ложь о помощи нуждающимся. Также Окада дебютировал в новом образе, вдохновленном Като из серии комиксов The Green Hornet. Окада, теперь переименованный в Окато, впервые появился на TNA на шоу Against All Odds 13 февраля, помешав Динеро покинуть ринг во время его матча с Джо. Проиграв матч, Динеро атаковал Окато и Джо. Дебют Окаты на ринге состоялся 24 марта, когда он победил Динеро по дисквалификации. Матч завершил участие Окато во вражде между Джо и Динеро, и впоследствии он вернулся к выступлениям под своей настоящей фамилией. На Xplosion 21 июня Окада потерпел поражение от Алекса Шелли в первом раунде Xplosion Championship Challenge. 13 октября его профиль был удален со страницы ростера TNA.
Сообщалось, что TNA не смогли правильно раскрыть Окаду, что стало одной из причин, по которой NJPW вскоре после этого прекратили отношения между двумя промоушенами. Несмотря на то, что TNA не продвигали Окаду, Окада заявил, что его пребывание в промоушене пошло ему на пользу, поскольку он узнал, что ему нужно больше, чем просто хорошие матчи — ему нужен персонаж. По словам Окады, в японском профессиональном рестлинге «нет персонажа — есть борьба, борьба, борьба», но представители TNA продолжали говорить ему, что ему нужен персонаж, что позднее привело к образу «Rainmaker» по возвращении в NJPW. В октябре 2017 года сообщалось, что представители американского промоушена Impact Wrestling (TNA) посещали Японию, пытаясь возродить отношения между промоушенами, во время своего визита они отдельно извинились перед Окадой за отсутствие развития в период его пребывания в TNA.

### Возвращение в New Japan Pro-Wrestling (2010—2024)
14 декабря 2010 года NJPW объявили, что Окада вернется в промоушен 4 января 2011 года на Wrestle Kingdom V в Tokyo Dome, где он объединится с Хирооки Гото против представителей Noah Такаси Сугиуры и Ёсихиро Такаямы. 23 декабря он неожиданно вернулся в промоушен, проведя немецкий суплекс на Такаяме, после матча, в котором он и Минору Судзуки победили Юдзи Нагату и Ватару Иноуэ. На Wrestle Kingdom V в Tokyo Dome Такаяма одержал победу над Окадой. После шоу, Окада временно вернулся в Соединённые Штаты и TNA. Окада вернулся в NJPW во время NJPW Invasion Tour 2011 (первого тура NJPW по Соединённым Штатам) 13 мая в Рауэе, Нью-Джерси, но потерпел поражение от MVP в первом раунде турнира на первого интерконтинентального чемпиона IWGP. Следующим днем в Нью-Йорке Окада объединился с Рюсуке Тагучи и Тоги Макабе в командном матче из шести человек, где они потерпели поражение от Дэйви Ричардса, Хомисайда и Райно. 15 мая, в заключительный день Американского тура в Филадельфии, штат Пенсильвания, Окада объединился с Чарли Хаасом, Джошем Дэниелсом и Маской Тигра в командном матче из восьми человек, где они потерпели поражение от Хаоса (Cинсукэ Накамура, Гэдо, Дзядо и Юдзиро Такахаси). 9 декабря 2011 года NJPW объявили, что Окада, набрал 11 кг (24 фунта) мышечной массы, увеличив свой общий вес с 96 кг (212 фунтов) до 107 кг (236 фунтов). Также сообщалось, что Окада вернется в промоушен 4 января 2012 года, на Wrestle Kingdom VI в Tokyo Dome, где он проведёт матч против Ёси-Хаси.

#### Противостояние с Хироси Танахаси и главное лицо NJPW (2012—2014)

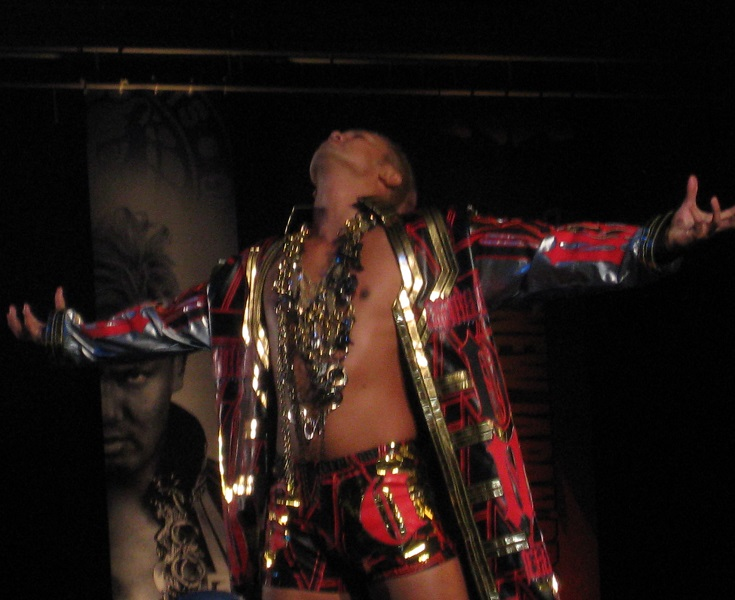
Казучика Окада в 2012 году

4 января 2012 года Окада победил Ёси-Хаси в ответном матче, а затем вызвал Хироси Танахаси на поединок за титул чемпиона IWGP в супертяжелом весе после главного события шоу. На пресс-конференции, после того как титульный матч был объявлен официальным, Окада рассказал, что присоединился к группировке Хаос, взяв нового партнера Гэдо в качестве своего менеджера и представителя. Окада стал хилом, взяв гиммик «Rainmaker», Окада описал свой новый образ как комбинацию трех профессиональных стилей борьбы, которым он научился, заявив, что он перенял свой дропкик из Мексики, свой боевой дух из Японии и телевидение и развлечения из Соединённых Штатов.
В течение месяца, предшествовавшего титульному матчу, Окада продолжил серию побед, которая включала в себя победу над Танахаси в командном матче 29 января 2012 года. 12 февраля на шоу New Beginning Окада победил Танахаси и впервые выиграл титул чемпиона IWGP в супертяжелом весе. Окада провел свою первую защиту титула 4 марта, победив Тэцую Найто в главном событии 40-летия NJPW. 3 мая на Wrestling Dontaku 2012, Окада победил нового обладателя Кубка Японии 2012 года и действующего интерконтинентального чемпиона IWGP Хирооки Гото, проведя свою вторую успешную защиту титула. 16 июня на Dominion 6.16 Окада проиграл титул чемпиона IWGP в супертяжелом весе Хироси Танахаси, завершив свой рейн чемпиона в 125 дней.
1 августа Окада принял участие в своем первом турнире G1 Climax. На турнире Окада боролся в том же блоке, что и лидер группировки Хаос Синсукэ Накамура. 5 августа Окада потерпел поражение от Накамуры, который укрепил свое место лидера группы. Тем не менее, Окада оправился от поражения, выиграв пять из своих восьми матчей круговой стадии и финишировал первым в своем блоке, выйдя в финал турнира. В финале 12 августа, Окада победил Карла Андерсона и выиграл G1 Climax 2012. Побив рекорд Масахиро Чоно как самого молодого победителя G1 Climax в истории, Окада объявил, что хочет получить свой матч за титул чемпиона IWGP в супертяжелом весе 4 января 2013 года на Wrestle Kingdom 7. Окада подписал контракт на матч 6 сентября, что автоматически сделало его претендентом номер один на титул чемпиона IWGP в супертяжелом весе. Однако до 4 января Окаде пришлось защищать свой контракт, чтобы отстоять право на матч за титул. 8 октября на шоу King of Pro-Wrestling Окада провел свою первую успешную защиту контракта против Карла Андерсона. 11 ноября на Power Struggle Окада провел ещё одну успешную защиту против Хирооки Гото. Позже, после того, как Хироси Танахаси успешно защитил титул чемпиона IWGP в супертяжелом весе против Юдзиро Такахаси, титульный матч между ним и Окадой был официально подтверждён. С 20 ноября по 1 декабря Окада принимал участие в турнире World Tag League 2012 вместе со своим товарищем Ёси-Хаси. Их команда финишировала с результатом в три победы и три поражения, проиграв Sword & Guns (Хирооки Гото и Карл Андерсон) в заключительный день, что стоило им места в полуфинале турнира. 10 декабря Tokyo Sports назвал Окаду MVP 2012 года во всем пуроресу (стиль японского рестлинга). Его матч с Хироси Танахаси от 16 июня был назван матчем года. 4 января 2013 года на Wrestle Kingdom 7 Окада потерпел поражение в поединке против Танахаси. 15 января Окада публично опроверг слухи о том, что он собирается подписать контракт с WWE, и вместо этого объявил, что только что подписал продление контракта с NJPW.
В феврале Окада начал вражду группировки Хаос с другой группировкой NJPW Судзуки-ган. Противостояние завершилось матчем 10 февраля на New Beginning, где Окада, как представитель Хаос, потерпел поражение от лидера Судзуки-ган Минору Судзуки после вмешательства Тайчи. В рамках подготовки к Кубку Японии 2013 года Окада объявил, что он выучил новый болевой прием Рэд Инк, с помощью него он собирался выиграть турнир. 11 марта он победил участника Судзуки-ган и командного чемпиона IWGP Лэнса Арчера в матче первого раунда с помощью Рэд Инка. Шесть дней спустя, Окада вышел в полуфинал турнира, одержав победу над Карлом Андерсоном. 23 марта Окада сначала победил партнера по группировке Хаос Тору Яно в полуфинале, а затем Хирооки Гото в финале, выиграв Кубок Японии 2013 года и вновь став претендентом номер один на титул IWGP в супертяжелом весе. 7 апреля на Invasion Attack Окада победил Танахаси и во второй раз выиграл титул чемпиона IWGP в супертяжелом весе. 3 мая на Wrestling Dontaku 2013, Окада провел свою первую успешную защиту титула против Минору Судзуки. Его вторая успешная защита состоялась 22 июня на Dominion 6.22 против Тоги Макабе. 20 июля Окада провел свою третью успешную защиту титула против чемпиона IWGP в супертяжёлом весе среди юниоров Принца Девитта. С 1 по 11 августа, Окада принял участие в турнире G1 Climax 2013 года, где он проиграл три из своих первых четырёх матчей. После трехматчевой победной серии и ничьей по истечении времени с Хироси Танахаси, Окада завершил свое выступление на турнире поражением от Сатоси Кодзимы. 18 августа Окада провел показательное выступление на турнире Ryogoku Peter Pan промоушена DDT Pro-Wrestling, победив Кота Ибуси в специальном матче без титула на кону. 29 сентября на шоу Destruction, Окада отомстил за поражение на G1 Climax, победив Сатоши Кодзиму в четвёртый раз успешно защитив титул чемпиона IWGP в супертяжёлом весе.
14 октября на шоу King of Pro-Wrestling Окада провел свою пятую успешную защиту титула против Хироси Танахаси, по словам Танахаси, этот матч стал последним поединком за титул в его карьере. После победы Окады NJPW заявили, что Окада занял место Танахаси в качестве главного лица промоушена. 9 ноября на шоу Power Struggle Окада победил Карла Андерсона в матче-реванше финала G1 Climax 2012 года совершив свою шестую успешную защиту титула. Окада и его следующий претендент, победитель G1 Climax 2013 года Тецуя Найто, встретились 23 ноября в первый день турнира World Tag League 2013 в матче, где Окада и Ёси-Хаси одержали победу над Найто и Ла Сомброй. Однако Окада и Ёси-Хаси сумели выиграть только один из пяти оставшихся матчей на турнире и финишировали предпоследними в своем блоке, не сумев выйти в полуфинал. После разочаровывающей реакции фанатов на противостояние между Окадой и Найто, NJPW объявили, что фанаты смогут проголосовать за то, какой матч будет главным матчем года на шоу Wrestle Kingdom. Фанаты выбрали матч Синсуке Накамуры и Хироси Танахаси за интерконтинентальный титул IWGP. В тот же день Окада стал первым рестлером за 25 лет кто два года подряд выиграл награду спортсмена года от Tokyo Sports. 4 января 2014 года на Wrestle Kingdom 8 в Tokyo Dome, Окада победил Найто совершив седьмую защиту титула подряд. Восьмая успешная защита титула Окадой состоялась 11 февраля на турнире New Beginning в Осаке, где он победил Хирооки Гото.

#### Противостояние с Эй Джей Стайлзом и Bullet Club
6 апреля на Invasion Attack 2014 Окада встретился с новым претендентом на титул чемпиона IWGP в тяжелом весе, новом участнике Bullet Club Эй Джей Стайлзом, который заявил, что Окада все ещё остается тем самым '«молодым парнем»' (самозванцем), которого он знал в TNA. 3 мая на Wrestling Dontaku 2014 тринадцатимесячный рейн Окады в качестве чемпиона IWGP в тяжелом весе подошел к концу, когда он проиграл титул Стайлзу в своей девятой защите, после того, как Юдзиро Такахаcи предал Окаду и группировку Хаос, присоединившись к Bullet Club.
В мае Окада принял участие в североамериканском турне NJPW, во время которого он получил матч-реванш за титул чемпиона IWGP в супертяжелом весе. 17 мая на War of the Worlds в Нью-Йорке Окада проиграл в трехстороннем матче, в котором также участвовал Эй Джей Стайлз и Майкл Элгин, последнего Стайлз удержал для победы. Окада получил ещё один шанс на титул 25 мая на Back to the Yokohama Arena, но снова потерпел поражение от Стайлза. С 21 июля по 8 августа Окада принимал участие в турнире G1 Climax 2014, где он выиграл свой блок с рекордом в восемь побед и два поражения, включая победу над Стайлзом. Выйдя в финал Окада победил партнера по группировке и лидера Хаос Синсуке Накамуру, выиграв G1 Climax 2014 и заработав матч за титул чемпиона IWGP в тяжелом весе. 21 сентября на Destruction Окада в команде с Ёси-Хаси проиграли с Доку Гэллоузу и Карлу Андерсону из Bullet Club за командные титулы IWGP. Два дня спустя на турнире Destruction Окада успешно защитил контракт первого претендента на титул чемпиона IWGP в тяжелом весе в поединке против Карла Андерсона. 13 октября на King of Pro-Wrestling Окада провел ещё одну успешную защиту своего контракта против Тэцуи Найто. В следующем месяце, Окада вновь объединился с Ёси-Хаси для участия в турнире World Tag League 2014. Команда завершила свой блок с рекордом в четыре победы и три поражения, не сумев выйти в плейофф. 4 января 2015 года на Wrestle Kingdom 9 в Tokyo Dome Окада провел матч за титул IWGP в тяжелом весе, но потерпел поражение от действующего чемпиона Хироси Танахаси. Затем Окада начал сюжет, где поражение от Танахаси сломило его как физически, так и морально. Это привело к противостоянию между Окадой и Bullet Club, в частности с Бэд Лак Фале, который одержал несколько побед над Окадой, в том числе в первом раунде New Japan Cup 2015. Окада, наконец, победил Фале в одиночном матче 5 апреля на Invasion Attack 2015, после чего он объявил о своем намерении вернуть себе титул чемпиона IWGP в тяжелом весе, атаковав Эй Джея Стайлза в конце шоу.
5 июля на турнире Dominion 7.5 Окада победил Стайлза и в третий раз выиграл титул чемпиона IWGP в тяжелом весе. С 23 июля по 15 августа Окада принимал участие в турнире G1 Climax 2015. Однако в решающем матче Окада проиграл Синсуке Накамуре, что не позволило Окаде выйти в плейофф. 16 августа Окада встретился взглядом с Геничиро Тенрю, который выбрал Окаду своим соперником на свой последний матч в карьере. 15 ноября на Revolution Final, Окада победил Тенрю. 7 декабря Окада выиграл третий год подряд награду лучшему спортсмену года от Tokyo Sports, а его матч с Тенрю был назван матчем года. Благодаря победе Окада стал лишь пятым трехкратным обладателем награды MVP. В декабре 2015 года Окада подписал продление контракта с NJPW на один год. Однако, после того ка Эй Джей Стайлз и Синсуке Накамура покинули NJPW перейдя в WWE, в следующем месяце владелец NJPW Такааки Кидани объявил, что промоушен отказывается от системы однолетних контрактов и хочет предложить Окаде новый пятилетний контракт на 200 миллионов йен в год (1.4 миллиона долларов США). 4 января 2016 года Окада победил победителя турнира G1 Climax 2015 года Хироси Танахаси в главном событии Wrestle Kingdom 10 в Tokyo Dome, сохранив титул чемпиона IWGP в тяжелом весе. Их матч стал самым продолжительным в истории шоу (36 минут).

#### Непобедимый чемпион и лучший рестлер мира (2016—2018)

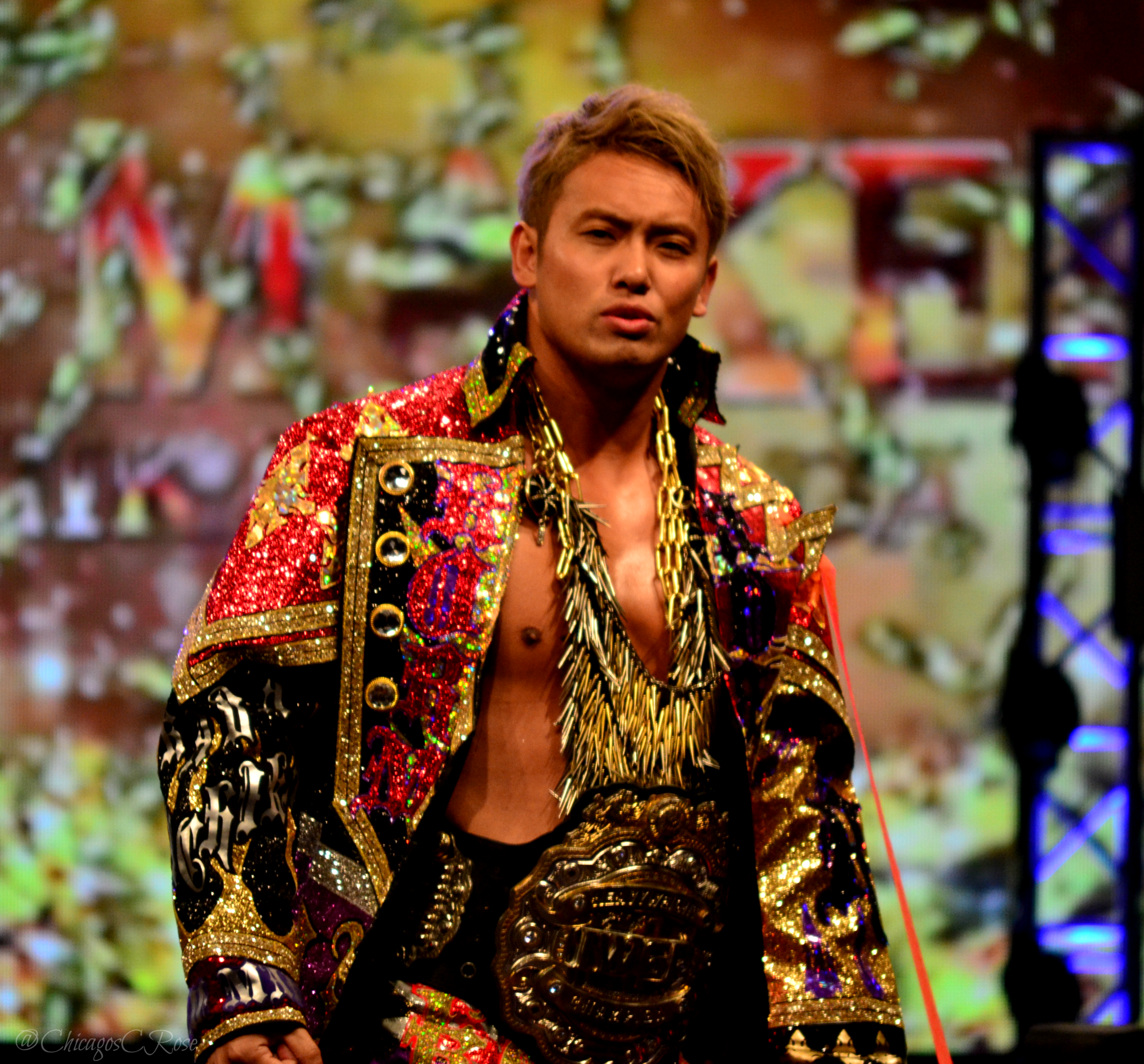
Окада как чемпион IWGP в тяжелом весе, февраль 2016 года

Окада провел свою третью успешную защиту титула 11 февраля на шоу New Beginning в Осаке против Хирооки Гото. 10 апреля на Invasion Attack 2016 Окада проиграл титул чемпиона IWGP в тяжелом весе новому обладателю Кубка Японии 2016 года Тецуе Найто из-за вмешательства со стороны партнеров Найто по команде '«Los Ingobernables de Japón»' Буши, Ивела и дебютирующего Санады. Окада отомстил Санаде победив его 3 мая на Wrestling Dontaku 2016. Это привело к матчу-реваншу с Найто 19 июня на Dominion 6.19, где Окада в четвёртый раз выиграл титул чемпиона IWGP в тяжелом весе. С 18 июля по 12 августа Окада принимал участие в турнире G1 Climax 2016 года, где он финишировал вторым в своем блоке с результатом в пять побед, одну ничью и три поражения. 30-минутная ничья с Хироси Танахаси в заключительный день привела к тому, что ни Окада, ни Танахаси не вышли в плей-офф. Во время турнира G1 Окада также потерпел поражение от представителя Pro Wrestling Noah Наомити Маруфудзи, что привело его к первой защите титула после турнира G1 10 октября на King of Pro-Wrestling, где Окада сохранил титул чемпиона IWGP в тяжелом весе против Маруфуджи. После этого был официально назначен главный матч на Wrestle Kingdom 11 в Tokyo Dome между Окадой и победителем G1 Climax 2016 Кенни Омегой. 14 декабря Окада стал вторым рестлером, выигравшим три подряд награды '«Матч года»' от Tokyo Sports за свой матч на G1 Climax 2016 года против Наомичи Маруфуджи.
4 января 2017 года Окада успешно защитил титул чемпиона IWGP в тяжелом весе против Кенни Омеги на Wrestle Kingdom 11 в Tokyo Dome. Матч стал самым продолжительным в истории шоу: 46 минут и 45 секунд. Журналист Дэйв Мельтцер в своем информационном блоге Wrestling Observer дал матчу оценку в шесть звезд (лимитбрейкер), первый матч с 1994 года оцененный Мельтцером на шесть звезд. Он добавил, что Окада и Омега '«возможно, провели величайший матч в истории профессионального рестлинга»' и что это был лучший матч, который он когда-либо видел. Матч также был высоко оценен такими рестлерами, как Дэниел Брайан, Мик Фоули и Стив Остин. На следующий день после Wrestle Kingdom 11 Окада и Хаос подверглись нападению вернувшегося Минору Судзуки и его группировки Suzuki-gun, что привело Окаду к его третьей защите титула 5 февраля на New Beginning в Саппоро, где он победил Судзуки. Четвёртая защита Окады также состоялась в Саппоро 9 апреля на шоу Sakura Genesis 2017, где он победил нового обладателя Кубка Японии 2017 года Кацуери Шибату. Пятая защита Окады состоялась 3 мая на Wrestling Dontaku 2017, где он победил Бэд Лак Фале. После матча Окада назначил Омегу своим следующим претендентом на титул. Матч-реванш между Окадой и Омегой, состоявшийся 11 июня на Dominion 6.11 в Осака-джо Холле, завершился первой за 12 лет ничьей в 60-минутном матче NJPW, что означало, что Окада защитил титул чемпиона в шестой раз. Седьмая защита титула Окадой состоялась в первый вечер турнира G1 Special в США 1 июля, где он победил Коди. Затем Окада попал на турнир G1 Climax 2017 года, где финишировал с рекордом в шесть побед, одна ничья и два поражения, не сумев выйти в плей-офф из-за проигрыша Кенни Омеге в их третьем матче друг против друга 12 августа. 9 октября на King of Pro-Wrestling Окада победил Ивела, сделав свою восьмую успешную защиту титула. Вскоре был объявлен главный матч на Wrestle Kingdom 12 Окада против победителя G1 Climax Тетцуи Найто.
22 октября Окада стал самым продолжительным действующим чемпионом IWGP в тяжелом весе в истории, побив предыдущий рекорд в 489 дней, принадлежавший Синъе Хасимото. 3 января 2018 года Окада также побил суммарный рекорд Хироси Танахаси — 1358 дней в качестве чемпиона. На следующий день на Wrestle Kingdom 12 Окада победил Тэцую Найто и сохранил титул. 10 февраля на шоу New Beginning Окада победил Санаду и защитил титул в десятый раз. 21 марта Окада получил вызов на матч за титул от нового обладателя Кубка Японии Зака Сейбра-младшего. На шоу Sakura Genesis Окада победил Зака Сейбра-младшего, сравнявшись с рекордом Хироси Танахаси по количеству успешных защит титула подряд: 11 защит. После матча Окада начал конфронтацию с Танахаси, указав на будущий поединок за титул. Они встретились на Wrestling Dontaku 2018, где Окада победил Танахаси в рекордной 12-й успешной защите титула. Затем стало известно, что его следующим противником будет Кенни Омега, так как Окада хотел поставить точку в их противостоянии после 1 победы, 1 поражения и 1 ничьи. В своем четвёртом матче по правилам трех удержаний на Dominion 6.9. Матч прошел без ограничения по времени, чтобы исключить возможность ничьей, как в их втором одиночном матче на Dominion 6.11. В 65 минутном матче Омега победил Окаду со счетом 2:1 и выиграл титул чемпиона IWGP в тяжелом весе, положивший конец рекордному чемпионскому рейну Окады в 720 дней. Их матч на Dominion 6.11 является самым высокооцененным матчем в истории от журналиста Дейва Мельтцера, получив оценку в 7 звезд.

## Титулы и достижения
- CBS Sports

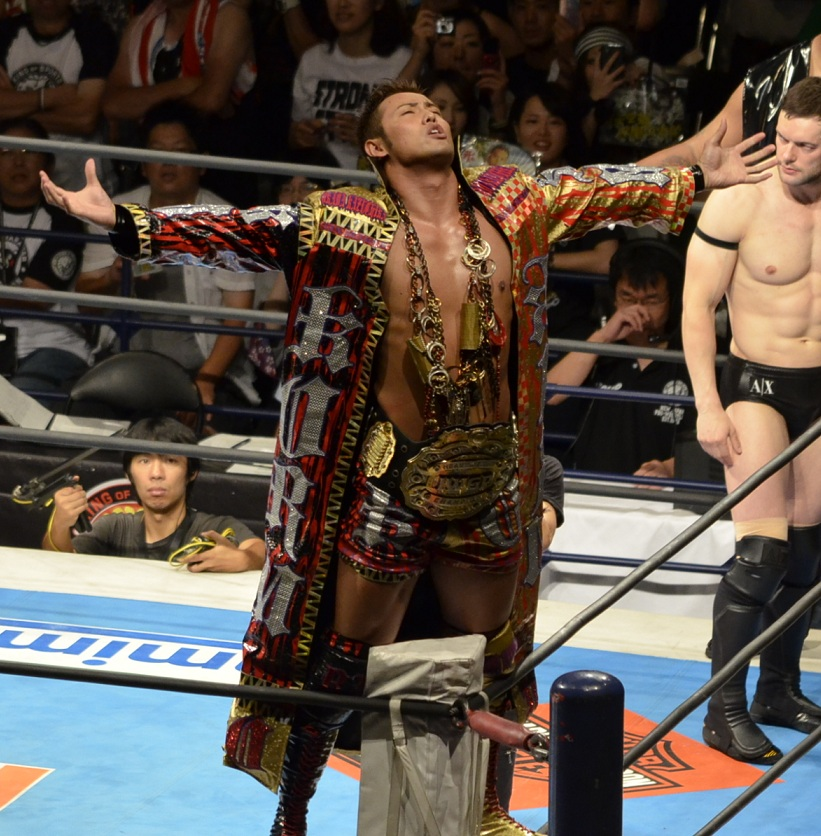
Окана с титулом чемпиона IWGP в тяжёлом весе в июле 2013

  - Матч года (2018) пр. Кенни Омеги на Dominion 6.9[89]
- New Japan Pro-Wrestling
  - Чемпион IWGP в тяжёлом весе (5 раз)[90]
  - Чемпион мира IWGP в тяжёлом весе (2 раза)
  - G1 Climax (2012, 2014, 2021, 2022)[90]
  - New Japan Cup (2013, 2019)[91][92]
  - Лучший бой (2017) пр. Кенни Омеги 11 июня[93]
- Nikkan Sports
  - Награда MVP (2012, 2013, 2015, 2017)[94]
  - Награда за матч года (2012) пр. Хироси Танахаси 12 февраля[94]
  - Награда за матч года (2014) пр. Синсукэ Накамуры 10 августа[95]
  - Награда за матч года (2017) пр. Кенни Омеги 4 января
  - Награда за матч года (2018) пр. Кенни Омеги 9 июня[96]
  - Награда за выдающиеся достижения (2012)[94]
- Pro Wrestling Illustrated
  - № 1 в топ 500 рестлеров в рейтинге PWI 500 в 2017 году[97]
  - Матч года (2017) пр. Кенни Омеги на Wrestle Kingdom 11[98]
  - Матч года (2018) пр. Кенни Омеги на Dominion 6.9 in Osaka-jo Hall[98]
  - Вражда года (2017) пр. Кенни Омеги[98]
- Tokyo Sports
  - Награда за лучший бой (2012) пр. Хироси Танахаси 16 июня[99]
  - Награда за лучший бой (2014) пр. Синсукэ Накамуры 10 августа[100]
  - Награда за лучший бой (2015) пр. Гэнъитиро Тенрю 15 ноября[101]
  - Награда за лучший бой (2016) пр. Наомичи Маруфудзи 18 июля[102]
  - Награда за лучший бой (2017) пр. Кенни Омеги 4 января[103]
  - Награда за лучший бой (2018) пр. Кенни Омеги 9 июня
  - Награда за лучший бой (2019) пр. Санады 14 октября
  - Награда за лучший бой (2020) пр. Тэцуи Найто на Wrestle Kingdom 14
  - Награда MVP (2012, 2013, 2015, 2019)[99][101]
- Toryumon Mexico
  - Young Dragons Cup (2005)[104]
- Wrestling Observer Newsletter
  - Лучший приём (2012, 2013) Rainmaker[105][106]
  - Вражда года (2012, 2013) пр. Хироси Танахаси 12 февраля[105][106]
  - Вражда года (2017) пр. Кенни Омеги[107]
  - Самый продвинувшийся (2012)[105]
  - Самый выдающийся рестлер (2017)[107]
  - Матч года (2013) пр. Хироси Танахаси 7 апреля[106][108]
  - Матч года (2016) пр. Хироси Танахаси 4 января[108]
  - Матч года (2017) пр. Кенни Омеги 4 января[107]
  - Матч года (2018) пр. Кенни Омеги 9 июня[109]
  - Матч года (2022) пр. Уилла Оспрея, G1 Climax 32, 18 августа
  - Рестлер года (2017)[107]
  - MVP Японии (2019, 2022)
  - Самый выдающийся рестлер десятилетия (2010-е)[110]
  - Лучшие матчи десятилетия (2010-е)[110]